# 马塞尔·勒努夫
馬塞爾·勒努夫（法語：Marcel Renouf；1953年10月28日—），是一名瓦利斯和富圖納政治人物，自2015年1月19日擔任瓦利斯和富圖納高級行政官。

## 生涯
勒努夫曾擔任多個軍事和行政工作，如安全與防務副部長、布列塔尼大區國防部長、獨立民事管理員與向風群島分地主任。

## 榮譽
- 法國國家功勳獎章（英语：National Order of Merit (France)）
- 海事勳章（英语：Ordre du Mérite Maritime）